# Feed the Machine
Feed the Machine je deváté studiové album Kanadské rockové skupiny Nickelback, které bylo vydáno 16. června 2017 nahrávací společností BMG Rights Management.

## Před vydáním
Po vydání svého předchozího alba, No Fixed Address, v roce 2014, kapela zrušila velkou část turné kvůli Chadu Kroegerovi, který musel podstoupit operaci odstranění cysty z jeho hlasivek. Kapela následně musela řešit právní bitvy týkající se zrušeného turné.
Album bylo vydáno na 16. června 2017. Krátce po vydání alba kapela vyrazila na turné, které začalo 23. června 2017 v Severní Americe, s Daughtry, Shaman's Harvest a Cheap Trick jako podpůrné pravomoci.

## Propagace a vydání
První singl alba "Feed the Machine" byl vydán 1. února 2017. Druhý singl, "Song on Fire", byl vydán 28. dubna 2017. Prvního června Nickelback vydali 3. singl "Must Be Nice" , který je dostupný na jejich YouTube kanále, a také ho zveřejnili dříve těm, kteří si album předobjednali .

## Seznam skladeb
| Pořadí         | Název                                         | Délka |
| -------------- | --------------------------------------------- | ----- |
| 1.             | Feed the Machine                              | 5:02  |
| 2.             | Coin for the Ferryman                         | 4:50  |
| 3.             | Song On Fire                                  | 3:50  |
| 4.             | Must Be Nice                                  | 3:42  |
| 5.             | After the Rain                                | 3:34  |
| 6.             | For the River                                 | 3:28  |
| 7.             | Home                                          | 3:52  |
| 8.             | The Betrayal (Act III)                        | 4:20  |
| 9.             | Silent Majority                               | 3:52  |
| 10.            | Every Time We're Together                     | 3:52  |
| 11.            | The Betrayal (Act I) (instrumentální skladba) | 2:42  |
| Celková délka: | Celková délka:                                | 43:04 |

## Členové
- Chad Kroeger – vokály, kytara
- Ryan Peake – kytara, klávesy, doprovodné vokály
- Mike Kroeger – basová kytara
- Daniel Adair – bicí, doprovodné vokály

Další hudebníci
- Nuno Bettencourt – kytarové sólo na 'Za Řekou'

Produkce
- Chris Baseford – produkce
- Chris Lord-Alge – mix
- Ted Jensen – mastering